# 같이 삽시다
《같이 삽시다》는 2017년 12월 9일부터 2018년 8월 11일까지 방송되었던 시사교양 프로그램이다.

## 기획 의도
평균 연령 63세, 화려했던 전성기를 지나 '인생의 후반전'을 준비하는 여배우들의 좌충우돌 생애 첫 동거를 관찰하며, 실버세대가 지닌 솔직한 고민을 엿보는 시사교양 프로그램이다.

## 출연자
1기
- 김혜정 : 20회까지 출연.

게스트
| 회차 | 출연자   |
| ---- | -------- |
| 3회  | 허진     |
| 4회  | 맹호림   |
| 6회  | 정한헌   |
| 19회 | 정한헌   |
| 12회 | 전원주   |
| 13회 | 전원주   |
| 14회 | 임현식   |
| 15회 | 남궁옥분 |
| 18회 | 홍쌍리   |
| 21회 | 태진아   |
| 22회 | 홍여진   |
| 23회 | 홍여진   |
| 24회 | 김희정   |
| 25회 | 김희정   |
| 26회 | 김희정   |
| 27회 | 이경애   |
| 28회 | 이경애   |
| 29회 | 이경애   |
| 30회 | 이혜정   |
| 31회 | 이혜정   |
| 32회 | 혜은이   |

## 시청률
2017년
| 회차 | 방송일    | AGB 시청률     | AGB 시청률     |
| 회차 | 방송일    | 본방송         | 재방송         |
| 회차 | 방송일    | 대한민국(전국) | 대한민국(전국) |
| ---- | --------- | -------------- | -------------- |
| 1회  | 12월 9일  | 3.9%           | 8.3%           |
| 2회  | 12월 16일 | 3.7%           | 6.8%           |
| 3회  | 12월 23일 | 4.3%           | 8.7%           |
| 4회  | 12월 30일 | 7.1%           | 6.7%           |

#### 2018년
| 회차 | 방송일   | AGB 시청률     | AGB 시청률     |
| 회차 | 방송일   | 본방송         | 재방송         |
| 회차 | 방송일   | 대한민국(전국) | 대한민국(전국) |
| ---- | -------- | -------------- | -------------- |
| 5회  | 1월 6일  | 5.0%           | 7.5%           |
| 6회  | 1월 13일 | 4.5%           | 6.8%           |
| 7회  | 1월 20일 | 3.5%           | 6.3%           |
| 8회  | 1월 27일 | 3.3%           | 6.8%           |
| 9회  | 2월 3일  | 4.1%           | 6.9%           |
| 10회 | 2월 10일 | 6.0%           | 미방영         |
| 11회 | 2월 24일 | 6.3%           | 미방영         |
| 12회 | 3월 3일  | 4.3%           | 미방영         |
| 13회 | 3월 10일 | 3.7%           | 6.4%           |
| 14회 | 3월 17일 | 6.1%           | 7.1%           |
| 15회 | 3월 24일 | 6.1%           | 6.4%           |
| 16회 | 3월 31일 | 4.7%           | 5.7%           |
| 17회 | 4월 7일  | 6.1%           | 6.8%           |
| 18회 | 4월 14일 | 5.5%           | 5.3%           |
| 19회 | 4월 21일 | 4.0%           | 6.7%           |
| 20회 | 4월 28일 | 4.2%           | 5.1%           |
| 21회 | 5월 5일  | 4.6%           | 6.4%           |
| 22회 | 5월 12일 | 5.5%           | 5.8%           |
| 23회 | 5월 19일 | 4.9%           | 6.2%           |
| 24회 | 5월 26일 | 3.8%           | 7.0%           |
| 25회 | 6월 2일  | 4.3%           | 6.6%           |
| 26회 | 6월 9일  | 4.2%           | 6.5%           |
| 27회 | 6월 16일 | 10.0%          | 미집계         |
| 28회 | 6월 23일 | 8.5%           | 4.3%           |
| 29회 | 6월 30일 | 4.9%           | 4.6%           |
| 30회 | 7월 7일  | 5.0%           | 6.5%           |
| 31회 | 7월 14일 | 4.5%           | 6.2%           |
| 32회 | 7월 21일 | 4.6%           | 미집계         |
| 특집 | 7월 28일 | 미집계         | 미집계         |
| 특집 | 8월 4일  | 미집계         | 미집계         |
| 특집 | 8월 11일 | 미집계         | 미집계         |

## 비고
- 2018년 3월 28일에 경상남도 남해군은 지역 홍보에 크게 이바지한 출연자 전원에게 감사의 마음을 담은 기념패를 전달하였다.[1]
- 2018년 3월 31일에 방송된 제16회에서 로봇청소기와 인공지능 스피커의 특징과 장점을 과도하게 강조하는 내용을 방송하여 방송통신심의위원회의 광고심의소위원회 회의 안건으로 상정되었다.[2]

## 같이 보기
- 박원숙의 같이 삽시다